# Constantino Paleólogo (meio-irmão de Miguel VIII)
Constantino Ângelo Comneno Ducas Paleólogo (em grego: Κωνσταντίνος Ἄγγελος Κομνηνός Δούκας Παλαιολόγος; romaniz.: Konstantínos Ángelos Komninós Doúkas Palaiológos; 1230-1271) foi um nobre e oficial militar bizantino do século XIII, meio-irmão mais novo do imperador Miguel VIII Paleólogo (r. 1259–1282).

## Vida
Constantino nasceu ca. 1230. Era filho de Andrônico Ducas Comneno Paleólogo, grande doméstico do Império de Niceia, e sua segunda esposa de nome desconhecido e como tal era meio-irmão mais novo do imperador Miguel VIII Paleólogo (r. 1259–1282). Sua vida é desconhecida até 1259, quando foi nomeado césar por Miguel VIII. No ano seguinte, também foi nomeado sebastocrator.
Constantino comandou as forças bizantinas numa fracassada campanha contra o latino Principado de Acaia, onde seu exército foi derrotado na Batalha de Prinitza. Constantino, contudo, já havia deixado a região à época da derrota na Batalha de Macriplagi em 1263/1264. Algum tempo após retornar da campanha contra a Acaia, tornou-se monge sob o nome Calínico. Ele morreu em 1271.

## Família
Constantino foi casado c. 1259/1260 com uma mulher chamada Irene Comnena Lascarina Branena (m. 1271), com quem parece ter tido cinco filhos:
- Miguel Comneno Branas Paleólogo.[7] Tornou-se monge com o nome Macário.[5]
- Andrônico Branas Ducas Ângelo Paleólogo.[8] Casou-se com Ana Tarcaniotissa, filha de Miguel Ducas Glabas Tarcaniota.[9]
- Maria Comnena Branena Lascarina Ducena Tornicina Paleóloga.[10] Casou-se com Isaac Comneno Ducas Tornício.[11]
- Teodora Paleóloga. Casou-se com João Comneno Ducas Ângelo Sinadeno e teve quatro filhos. Depois tornou-se freira sob o nome Teódula.[12][13][14]
- Filha de nome desconhecido. Casou-se com Emiltzos da Bulgária.[15]